# Sonic Drift
Sonic Drift es un videojuego de carreras de 1994 basado en Sonic the Hedgehog desarrollado y publicado por Sega para Game Gear. Los jugadores controlan uno de los cuatro personajes mientras corren hacia la línea de meta, con dieciocho pistas temáticas después de los niveles en Sonic the Hedgehog de 1991.
Aunque fue diseñado con la inspiración del juego Super Mario Kart de Nintendo de 1992, Sonic Drift comparte similitudes de juego con los juegos «Super Scaler» lanzados anteriormente por Sega. Sonic Drift se lanzó exclusivamente en Japón; se planeó un lanzamiento occidental, pero luego se canceló debido a preocupaciones sobre su calidad. Sonic Drift se lanzó más tarde en todo el mundo como parte de Sonic Adventure DX en 2003 y el juego de compilación Sonic Mega Collection Plus en 2004. Se programó para que se lance nuevamente en 2023 como parte de Sonic Origins Plus.
La recepción de Sonic Drift fue negativa, con críticas por su jugabilidad y falta de dificultad. Una secuela, Sonic Drift 2, no se limitó a Japón y se lanzó al año siguiente.

## Jugabilidad y lanzamiento
Sonic Drift es el primer juego de carreras de la franquicia Sonic the Hedgehog. Los jugadores controlan uno de los cuatro personajes, Sonic the Hedgehog, Miles «Tails» Prower, Amy Rose y Dr. Robotnik, y corren por una serie de pistas, con el objetivo de cruzar la línea de meta en primer lugar. Se presentan dieciocho pistas, basadas en las diversas zonas del Sonic the Hedgehog de 1991, incluida Green Hill Zone. Drift es el primer juego de Sonic que presenta a Amy como personaje jugable.
Hay tres modos: Chaos GP, uno de grand prix; Free Run, uni de práctica; y Versus Mode, donde los jugadores pueden competir entre sí. Chaos GP contiene tres copas separadas de seis pistas cada una y un sistema de puntos donde el objetivo es ganar más puntos que la competencia. Cada copa se identifica con un color: verde, amarillo o rojo.
La jugabilidad de Sonic Drift comparte similitudes con los juegos de arcade tipo «Super Scaler» de Sega, como Out Run y Super Monaco GP, aunque con inspiración en Super Mario Kart de Nintendo. Cada personaje tiene fortalezas y debilidades; por ejemplo, Sonic tiene una aceleración rápida pero un control deficiente, mientras que Robotnik tiene una aceleración deficiente pero se mueve a gran velocidad. La mitad superior de la pantalla del jugador muestra el mapa del recorrido, mientras que la parte inferior muestra el auto del jugador corriendo por la pista. La mecánica de conducción del juego se centra en derrapar para girar en las esquinas a gran velocidad. Conducir hacia los monitores de televisión esparcidos por la pista otorga al jugador un poder, como la invencibilidad. Las pistas también contienen anillos de oro que se pueden recolectar para usar un movimiento especial, que es único para cada personaje; por ejemplo, Sonic obtiene un impulso de velocidad, mientras que Tails obtiene un salto.
Desarrollado internamente en Sega, Sonic Drift se lanzó en Japón para Game Gear el 18 de marzo de 1994. El lanzamiento occidental se canceló debido a preocupaciones sobre la calidad del juego. En cambio, Sega lanzó un port de Game Gear de Sonic Spinball. Sonic Drift 2, una secuela, se lanzó en todo el mundo para Game Gear en 1995. En 2003, Sonic Drift se lanzó como un extra desbloqueable en Sonic Adventure DX: Director's Cut, y luego se compiló en Sonic Mega Collection Plus en 2004. El lanzamiento de Sonic Drift está programado como parte de la compilación Sonic Origins Plus el 23 de junio de 2023.

## Recepción
Sonic Drift recibió críticas mixtas. Electronic Gaming Monthly se mostró positivo al respecto en una vista previa, diciendo que el juego era rápido y agradable, pero que el desplazamiento entrecortado e intermitente dificultaba un poco la jugabilidad. Tres revisores de Sega Pro dieron una revisión negativa del juego, criticando los diseños de las pistas como demasiado similares, controles de curvas deficientes y baja dificultad. El crítico Mark Hill concluyó su parte de la reseña con «solo un completo idiota compraría una copia». Los tres revisores fueron más positivos sobre los gráficos y el sonido del juego. Según Ulf Schneider de la revista alemana Mega Fun, Sonic Drift no tiene la misma calidad de juego que Super Mario Kart y criticó la falta de visión de una esquina hasta estar justo antes de una, pero también dijo que el juego era divertido y fácil de dominar incluso en dificultad Difícil. También comentó que los controles se podían descifrar en unas pocas vueltas de juego.
La recepción retrospectiva ha sido mixta. La inclusión del juego en Sonic Mega Collection fue recibida negativamente; Chris Baker de GameSpy lo etiquetó como «casi imposible de jugar», mientras que Tom Bramwell de Eurogamer lo llamó «un juego de carreras terrible, cuya locura parpadeante realmente me enfermó físicamente». Un crítico de Jeuxvideo.com en 2012 comparó Sonic Drift con Super Mario Kart, no le gustó Drift por ser demasiado simplista y muy fácil de terminar, junto con la falta general de contenido y la mala presentación. El crítico declaró: «Demasiado simple y demasiado rápido para terminar, desafortunadamente Sonic Drift no es un título que fascinará a las multitudes». El personal de USgamer identificó el uso por parte de Sonic Drift de la mitad de la pantalla de Game Gear para el mapa del campo como un problema y calificó el juego como «el Out Run para pobres». Apollo Chungus de Hardcore Gaming 101 dijo que el juego en sí era decente y sólido, pero sintió que carecía mucho de contenido y variedad. Criticó el diseño de la pista en particular por ser generalmente aburrido, carente de presentación y porque los temas del escenario son puramente cosméticos en lugar de afectar los diseños de la pista en sí. Chungus concluyó su reseña afirmando que «la pequeña cantidad de contenido significa que es un corredor al que solo se dedicará una pequeña cantidad de personas». GamesTM describió el título como un «cobro perezoso y cínico», y dijo que no entendía qué hizo que Super Mario Kart fuera tan exitoso.